# Зустріч Ісуса Христа з Филипом та Натанаїлом
Зустріч Ісуса Христа з Филипом та Натанаїлом - зустріч Сина Божого Ісуса Христа з рибалками , яка підтвердила те, що Ісус справді месія й Бог.

## Текст з Євангеліє (Йо 1, 43-51)
43 Другого дня вирішив піти в Галилею; і знайшовши Филипа, мовив до нього: «Іди за мною.» 44 А був Филип з Витсаїди, з міста Андрієвого та Петрового. 45 Зустрів Филип Натанаїла і сказав до нього: «Ми знайшли того, про кого Мойсей у законі писав і пророки, - Ісуса Йосифового сина, з Назарету.» 46 Натанаїл же йому на те: «А що доброго може бути з Назарету?» Мовив до нього Филип: «Прийди та подивися.» 47 Побачивши Ісус, що Натанаїл надходив до нього, сказав про нього: «Ось справжній ізраїльтянин, що нема в ньому лукавства.» 48 Натанаїл же йому: «Звідкіль знаєш мене?» Сказав Ісус, промовивши до нього: «Перше, ніж Филип закликав тебе, бачив я тебе, як був єси під смоковницею.» 49 Відповів же йому Натанаїл: «Учителю, ти - Син Божий, ти - цар Ізраїлів.» 50 Ісус відказав, мовивши до нього: «Тому, що я повідав тобі: Бачив я тебе під смоковницею, - то й віриш! Бачитимеш більше, ніж те.» 51 І сказав до нього: «Істинно, істинно кажу вам: Побачите небеса відкриті, й ангелів Божих, як висходять та сходять на Сина Чоловічого.»

### Пояснення
Коли Ісус Христос пішов у Галілею він покликав Филипа, одного з рибалок озера Кінерет, щоб той "йшов у слід за мною" тобто став його учнем і одним з 12 апостолів. Филип та Натанаїл були досить побожними людьми, що намагалися віднайти обіцяного пророками спасителя. Згодом вирішив Филип поділитися радісною новиною з своїм другом Натанаїлом про те, що месія є тут. Натанаїл дізнавшись, що Ісус з Назарету,оскільки в тому часі це місто мало негативну славу, скептично віднісся до нього, так само як і багато хто з нас відноситься негативно до чужих людей, незнаючи при цьому саму людину. Ісус першим промовляє до Натанаїла звертаючи увагу на його життя, в якому немає лукавства та брехні. На запитання Натанаїла звідки ти мене знаєш ? Ісус каже, що бачив його під смоковницею перед тим як познайомитись. Варто зазначити, що вислів "бути під смоковницею" має інше непряме сакральне значення - перебувати в єдності з Богом, намагатись часто молитись зрештою пізнати його. Після цієї розмови Натанаїл ввірує в те, що Христос є Сином Божим, тим царем який повинен відкупити світ з лона гріха, а Христос додає, що ви побачите відкрите небо й ангелів, які сходячи на Сина Чоловічого будуть  прославляти його.